# 고온가스로

VHTR의 구조도

고온가스로(高溫gas爐, high-temperature gas-cooled reactor, HTGR)는 세라믹 피복입자 핵연료를 사용하고 흑연을 감속재로 헬륨을 냉각재로 사용하는 원자로이다.
이런 조합은 섭씨 700도 이상의 높은 열을 안전하게 발생하도록 함으로 높은 효율의 전력생산, 공정열, 수소생산이 가능하도록 해준다.
HTGR은 high-temperature reactor (HTR)의 한 종류이다. HTR은 초기에 750~950°C의 온도에서 작동하는 미래의 4세대 원자로 모델 중 하나인 초고온 원자로(Very-high-temperature reactor, VHTR)의 전신이다.

## 개발 역사
고온가스로는 노심에 핵연료를 균일하게 분산, 냉각재와 핵연료의 온도차이를 최소화 함으로써 노심 용융사고를 근원적으로 차단하고, 높은 온도로 높은 열효율을 이용하자는 목적으로 OECD 공동프로젝트로 개발이 시작되었다. 영국 Winfrith에 최초의 고온가스로 Dragon을 공동으로 건설하게 되었다.

## 개관

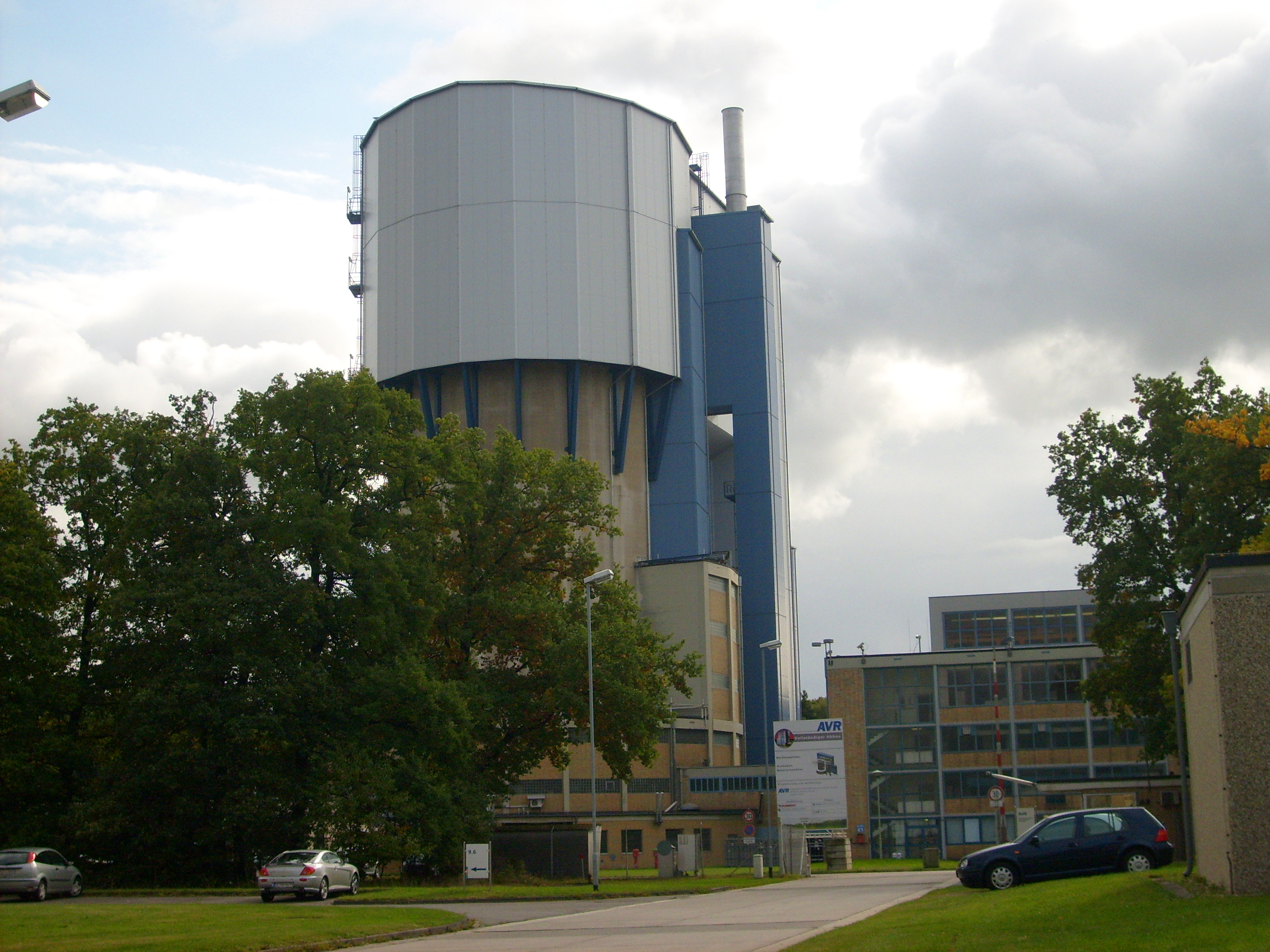
AVR in Germany.

개념상으로 VHTR은 높은 온도 반응로의 한 종류이지만 실제로 VHTR이라는 용어는 보통 가스냉각 반응로로 생각된다. 그리고 일반적으로 HTGR( High-temperature gas-cooled reactor)이랑 바꾸어 쓸 수도 있다.
페블 베드 원자로 (Pebble bed reactors)와 Prismatic block(PMR) 두 개의 주요 종료의 HTGR이 있다.  PMR의 코어 구조는 6각형의 흑연 블록이 원통형의 압력 용기를 채우게 쌓여져 있는 구조를 가지고 있다.

## 원자로 디자인

### 중성자 감속재
중성자 감속재로 흑연이 사용된다. 흑연은 섭씨 4,000도의 매우 높은 온도가 돼야 녹기 시작하기 때문에 높은 열에 견딜 수 있는 원자로를 만드는 데 적합한 재료이나, 흑연도 높은 온도에서 공기와 접촉하면 타버리기 때문에 높은 열을 식히기 위한 냉각재로 헬륨을 쓰는 방법이 연구되고 있다. 감속재인 흑연은 열 전도성이 우수하다. 원자로에 문제가 생겨 연쇄반응이 멈추면 남아있는 열이 원자로 바깥으로 전도된다. 원자로에 전달된 열은 복사로 90%가 바깥으로 방출된다. 또 격납용기로 외부의 공기가 유입돼 대류에 의해 자연적으로 순환되면서 원자로를 식힌다. 특별한 냉각 시스템이나 전원이 없어도 공기에 의해 냉각되기 때문에 노심용융이 일어날 염려가 없다.

### 핵연료
0.5mm 직경의 우라늄을 세라믹으로 3중 코팅해 직경 0.9mm의 ‘피복입자’를 만든다. 크기가 작을 뿐 아니라 특수 코팅 처리가 돼 있어 우라늄이 직접 공기 중에 노출될 일이 없다.
습식 졸-겔 침전 공정(GSP : Gel Supported Precipitation)을 통해 우라늄 입자에 탄소와 탄화규소를 삼중으로 덮어씌운 1mm크기의 입자핵연료를 사용한다. 세 겹의 피복층을 통해 연로 중 핵분열 생성물이 외부로 누출된 가능성을 극소화했다. 생성물은 1800도까지 온도가 올라가도 밖으로 나오지 않고 냉각재도 2차 방사성 물질이 되지 않기 때문에 방사성 물질 누출 위험이 적다. 연소 후 플로토늄 회수가 어려워 핵비확산성도 높였다.
피복입자를 흑연으로 만든 주먹만한 크기의 구(球) 안에 고르게 뿌리거나 흑연 블록 형태로 만들어 VHTR의 연료로 쓴다. 아직 개발 단계이기 때문에 세계적으로 구형과 블록형 연구가 동시에 진행되고 있다.

### 냉각재

#### 헬륨
헬륨은 대부분의 HTGR에 사용되는 냉각재였다.  헬륨은 비활성 기체라서 일반적으로 화학적으로 다른 물체와 잘 반응하지 않는다. 더욱이 헬륨을 중성자 방사에 노출시켜도 헬륨은 다른 냉각재와는 다르게 방사성이 되지 않는다.

## 안정성
디자인은 헬륨과 흑연으로 감속되는 코어라는 안전한 장점을 가지고 있다. 흑연은 높은 단위 부피의 물질의 온도를 단위 온도 올리는데 소용되는 열(높은 용적 열용량)을 가지고 있고 헬륨 냉각제는 비활성이다. 코어는 높은 온도에서도 구조적으로 안정하다.

## VHTR
VHTR는 공기의 순환으로 자연적으로 냉각된다.
VHTR는 폭발이 원천적으로 일어날 수 없게 설계된다. 후쿠시마 원전에서 수소폭발이 일어난 것은 핵연료의 금속피복재가 녹으면서 냉각재인 물과 만나 수소가 발생했기 때문이다. VHTR에는 물도 금속피복재도 없어 수소폭발이나 수증기로 인한 증기폭발이 일어날 가능성이 없다.
VHTR는 고온으로 전력 생산 효율이 현 경수로에 비해 50%이상 향상되기 때문에 소형 모듈로 경제성을 높일 수도 있다. 교육과학기술부는 2026년까지 VHTR 실증로를 개발해 운전한 후 상용화 할 계획이다.
한국에서도 VHTR은 설계도까지 만들어져 있다. 중국의 VHTR인 HTR-PM은 2021년 9월 처음 임계점에 도달했고 영국과 독일에서도 실험용 VHTR을 운영한 바 있다.
2023년 1월 10일, 주한규 한국원자력연구원 원장은 "선진원자로를 개발하는 전담 조직을 신설해 지금까지 연구개발이 이뤄졌지만 설계도로만 존재했던 선진 원자로인 초고온가스로(VHTR)를 실물로 보게 할 것입니다."라고 말했다.